# Ringmodulator
Ein Ringmodulator, auch als Ringmischer, Produktmodulator oder Balance-Modulator bekannt, ist eine elektronische Schaltung, die als symmetrischer Mischer in Überlagerungsempfängern und zur Amplitudenmodulation verwendet wird. Zwei eingehende Wechselspannungen ux und uy werden miteinander multipliziert, und man erhält am Ausgang die Spannung ua:
{\displaystyle u_{\mathrm {a} }=u_{\mathrm {x} }\cdot u_{\mathrm {y} }}

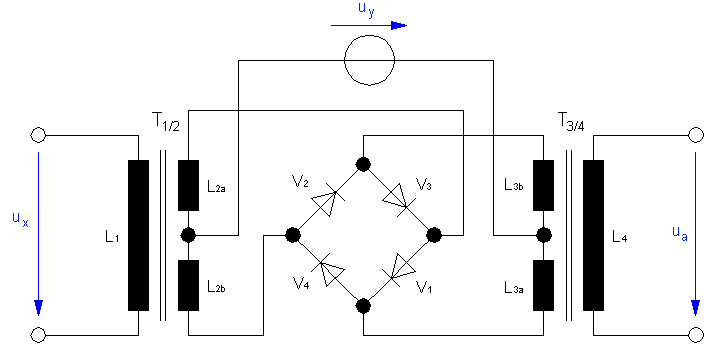
Ringmodulator

Vier möglichst ähnliche Halbleiter- oder Röhrendioden sind als Diodenquartett in einem Ring angeordnet (siehe Schaltbild). Im Unterschied zur Gleichrichterbrückenschaltung sind alle Dioden in gleichem Umlaufsinn orientiert.

## Funktionsweise

Signale am Ringmodulator bei Ansteuerung mit Rechteckspannung

Wenn für das Signal uy ein Rechteck mit großer Amplitude gegenüber ux gewählt wird, ergibt sich eine deutlich einfachere Betrachtung.
Die Spannung von uy legt fest, welche Dioden leiten. Hierbei gilt im Normalbetrieb, dass {\displaystyle {\hat {u}}_{\mathrm {y} }\gg {\hat {u}}_{\mathrm {x} }>{\hat {u}}_{\mathrm {a} }}.
Bei einem Übertrager mit Mittelanzapfung und einem Übertragungsverhältnis von 1:1 (d. h. L1=L2a+2b und L4=L3a+3b) gilt hierbei:
| Bedingung                                                                             | Ergebnis           |
| ------------------------------------------------------------------------------------- | ------------------ |
| {\displaystyle U_{\mathrm {y} }\geq {2\cdot U_{F}}}                                   | V1 und V2 leiten   |
| {\displaystyle {-2\cdot U_{\mathrm {F} }}<U_{\mathrm {y} }<{2\cdot U_{\mathrm {F} }}} | keine Diode leitet |
| {\displaystyle U_{\mathrm {y} }<{-2\cdot U_{\mathrm {F} }}}                           | V3 und V4 leiten   |

Dabei ist UF die Durchlassspannung (englisch: forward-voltage) der Dioden. Da Schottky-Dioden im Gegensatz zu pn-Dioden eine mit {\displaystyle U_{\mathrm {F} }\approx 0{,}3\,{\rm {V}}} geringere Durchlassspannung besitzen, werden immer Schottky-Dioden verwendet.

Ströme im Ringmodulator

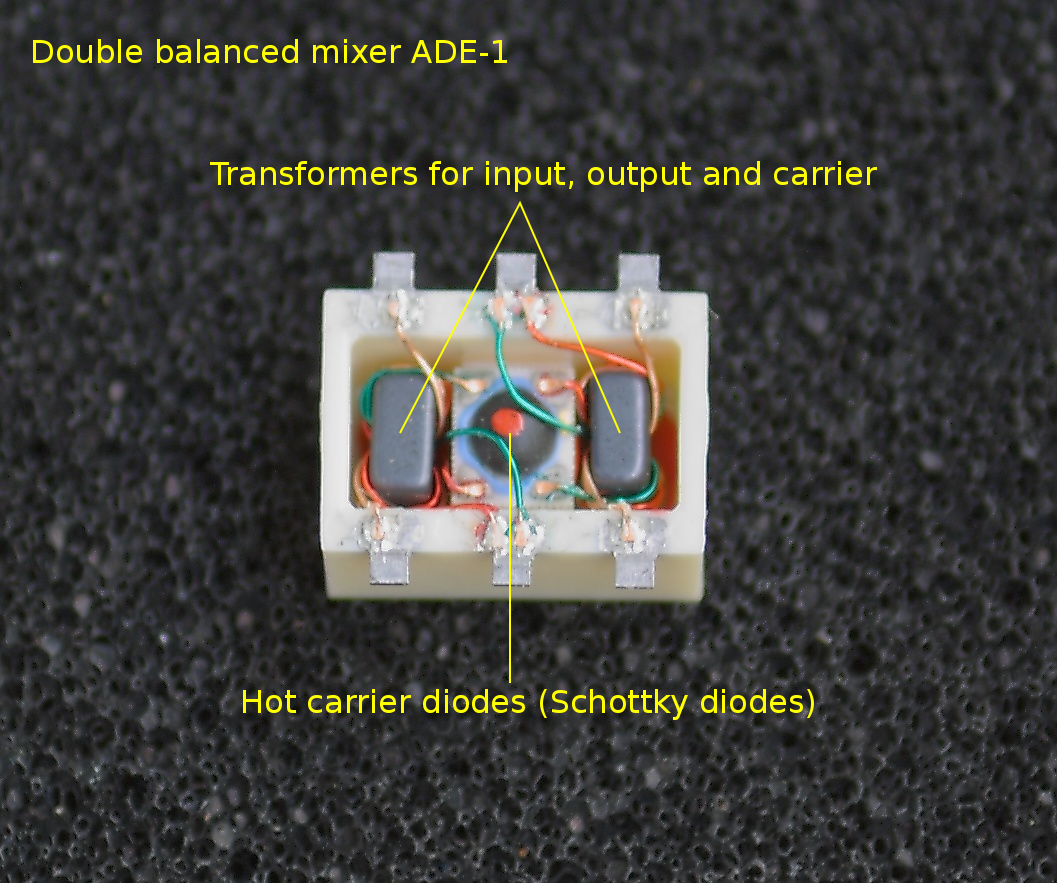
Innerer Aufbau des Ringmodulators ADE-1.

Weisen die Spannung uy und der Strom iy einen positiven Wert auf, fließt über die Mittelanzapfung von T1/2 zu gleichen Teilen ein Strom über die Wicklungen L2a und L2b, so dass die Dioden V1 und V2 leiten. Danach gelangt der Strom zu T3/4, wo er über die Mittelanzapfung gegen Masse abfließt. Sowohl bei T1/2 als auch bei T3/4 wird keine Spannung induziert, da die Ströme in entgegengesetzte Richtung fließen und sich die damit verbundenen Magnetfelder neutralisieren.
{\displaystyle i_{L\mathrm {3a} }=i_{L\mathrm {2a} }={\frac {1}{2}}\,i_{y}}
{\displaystyle i_{L\mathrm {3b} }=i_{L\mathrm {2b} }=-{\frac {1}{2}}\,i_{y}}
{\displaystyle i_{L\mathrm {3a} }=-i_{L\mathrm {3b} }\,}
Nun wird über die Wicklung L1 von T1/2 ein Strom ix eingespeist. Damit gilt:
{\displaystyle i_{L\mathrm {3a} }=i_{L\mathrm {2a} }={\frac {1}{2}}\,i_{y}+i_{\mathrm {x} }}
{\displaystyle i_{L\mathrm {3b} }=i_{L\mathrm {2b} }=-{\frac {1}{2}}\,i_{y}+i_{\mathrm {x} }}
Durch Gegenüberstellung der Ströme ergibt sich neben dem Gegentaktsignal auch ein Gleichtaktanteil (GL).
{\displaystyle i_{L\mathrm {3GL} }={\frac {i_{L\mathrm {3a} }+i_{L\mathrm {3b} }}{2}}=i_{\mathrm {x} }}
Da die Überlagerung der Ströme in den beiden Wicklungshälften von T3/4 einen Wert ungleich null ergibt, fließt auf der Ausgangsseite L4 ebenfalls Strom ia, und eine Spannung wird induziert.
{\displaystyle i_{\mathrm {a} }=i_{\mathrm {x} }\,}

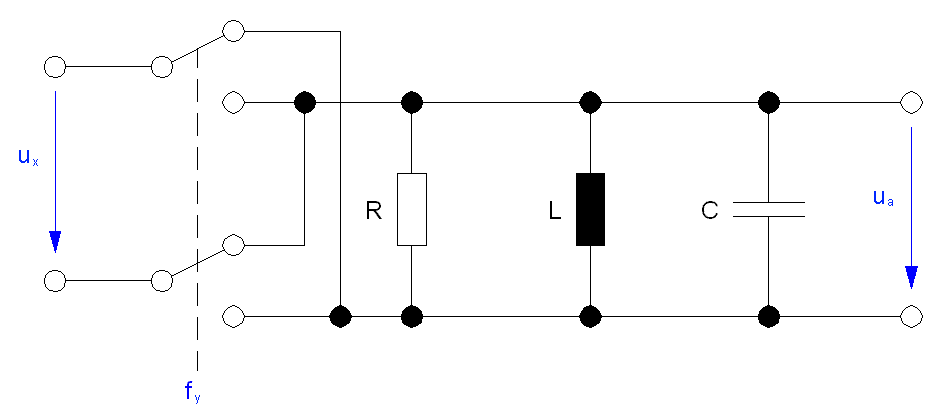
Funktionsschaltbild eines Ringmodulators mit Bandpass am Ausgang

Nun wechselt die Rechteckspannung uy ihre Polarität (iy ebenfalls), dann leiten die Dioden V3 und V4. Nach den Rechenschritten analog der vorangegangenen Analyse ergibt sich:
{\displaystyle i_{\mathrm {a} }=-\,i_{\mathrm {x} }}
Somit findet bei Rechteckspannung eine einfache Form der Multiplikation statt:
{\displaystyle i_{\mathrm {a} }=\operatorname {sgn} {\left(u_{\mathrm {y} }\right)}\,i_{\mathrm {x} }}
Man unterscheidet bei Mischern grundsätzlich zwischen Aufwärts- und Abwärtsmischern. Beim Aufwärtsmischer wird am Eingang ein ZF-Signal sx zugeführt und mit dem Lokaloszillatorsignal sy multipliziert. Beim Abwärtsmischer wird am Eingang ein HF-Signal zugeführt und mit dem Lokaloszillatorsignal multipliziert.

### Ringmodulator als Aufwärtsmischer

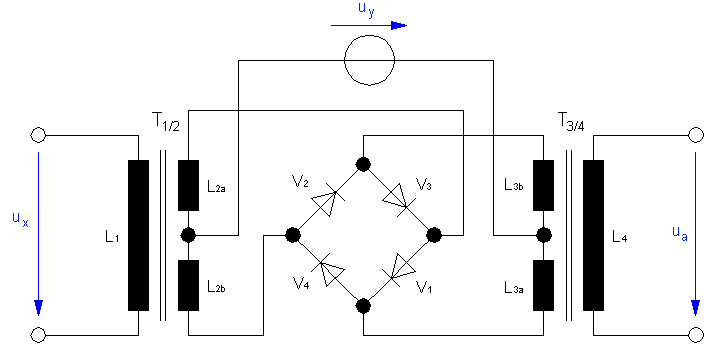
Ringmodulator(ohne RLC-Bandpass)

Die dargestellte Schaltung erzeugt an der Sekundärwicklung von T3/4 ein sogenanntes Doppel-Seitenband-Signal ua, das beide Seitenbänder des modulierten Trägers enthält, jedoch nicht diesen selbst. Daraus lässt sich mit Hilfe eines trennscharfen Filters ein SSB-Signal herstellen.

### Ringmodulator als Abwärtsmischer
Beim Abwärtsmischer (englisch: downconverter) wird das Eingangssignal ux mit der Frequenz fx mit Hilfe der Lokaloszillatorspannung uy mit der Frequenz fy auf die Spannung ua mit der sog. Zwischenfrequenz fa gewandelt. Hierbei gilt:
{\displaystyle f_{\mathrm {a} }=\left|f_{\mathrm {x} }-f_{\mathrm {y} }\right|}
Das Ausgangssignal wird mit Hilfe eines RLC-Bandpasses am Ausgang von unerwünschten Frequenzanteilen befreit, die bei der Umwandlung entstehen.

## Anwendungen
In früheren Jahrzehnten wurden Ringmodulatoren auch gelegentlich dazu verwendet, um eine Gleichspannung in eine ihr proportionale Wechselspannung umzuwandeln, die man besser mit exakt definiertem Faktor verstärken kann, weil Wechselstromverstärker keine Nullpunktsdrift haben (siehe Chopper-Verstärker). Eine solche Anordnung kam zum Beispiel bei der Steuerung der Fernrakete V2 zum Einsatz.
Für die meisten Anwendungszwecke ist die Ringmodulatorschaltung seit langem obsolet, da man mit integrierten Schaltungen schon seit etwa 1960 hervorragende analoge Multiplizierer oder Mischer mit niedriger Verzerrung und guter Unterdrückung der Eingangssignale herstellen kann. Obwohl hier kein Diodenring und auch keine Transformatoren mehr verwendet werden, wird oft an der alten Bezeichnung festgehalten.
Ringmodulatoren sind hingegen wichtige Werkzeuge in der Elektronischen Musik. Quasi-Ringmodulatoren werden oft in elektronischen Musikinstrumenten, besonders in Synthesizern, eingesetzt. Im Gegensatz zu den anderen Anwendungen liegen dabei Träger und Signal in ähnlichem Frequenzbereich, so dass beim unteren Seitenband negative Frequenzen auftreten können.  Aufgrund der nichtharmonischen Obertoncharakteristik kann man dort aus einfachen Signalen beispielsweise glockenähnliche Klänge erzeugen.
Im Amateurfunk werden heute noch Ringmodulatoren als sogenannte High-Level-Mischer mit LO-Pegeln von +7 dBm (1,41 Vss) bis +23 dBm (8,91 Vss) in großsignalfesten Empfängern und Transceivern eingesetzt. Bekannte Beispiele von High-Level-Mischern sind die Typen SBL-1(H), IE-500 oder TUF-1(H).
Ansonsten finden Ringmodulatoren nur noch selten Einsatz in der Funktechnik und wurden durch andere Schaltungen verdrängt. Insbesondere sei dabei die Gilbertzelle erwähnt, die einen kostengünstigeren und dennoch hochwertigen Mischer darstellt. Als direkter Nachfolger kann der passive FET-Mischer verstanden werden, der bessere Kenndaten erzielt.